# Василіяни (значення)

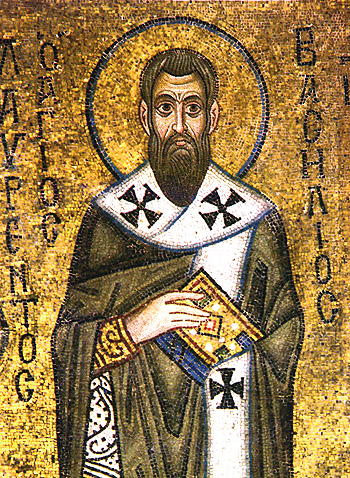
Святий Василій Великий. Мозаїка. Київський собор святої Софії, XI ст.

Василіяни (лат. Ordo Sancti Basilii Magni) — спільна назва для кількох католицьких чернечих орденів і згромаджень, в основу правил яких лягли аскетичні твори святого Василія Великого.

### Римо-католицька церква
- Згромадження святого Василія

### Українська греко-католицька церква
- Василіянський Чин святого Йосафата

- Сестри Чину святого Василія Великого

### Італо-албанська католицька церква
- Ґроттаферратський Василіянський Чин

### Мелькітська греко-католицька церква
Існує три ордени василіян-мелькитів, для яких у 1934 році була створена єдина чернеча Конституція:
- Мелькітський Василіянський Чин Найсвятішого Спасителя (лат. Ordo Basilianus Sanctissimi Salvatoris Melkitarum) заснований в 1684 році в Лівані, затверджений Святим Престолом у 1717 році. Резиденція ордена розташована в місті Сайда (Ліван). 18 монастирів розташовані в Лівані, Єгипті, Сирії та Палестині. У 2014 році в ордені було 95 ченців, з яких 87 священників[1].

- Мелькітський Василіянський Чин святого Івана Хрестителя (Соаритів) (лат. Ordo Basilianus Sancti Johannis Baptistae Melkitarum), також званий Орден шувайритів, заснований у 1712 році в Лівані, в селищі Шувайр. Затверджено Святим Престолом у 1757 році. Резиденція ордена розташована в місті Хончара (Ліван). Всі 6 монастирів розташовані в Лівані. У 2014 році в ордені було 44 ченці, з яких 35 священників[2].

- Мелькітський Алеппський Василіянський Чин